# Shirley Strong
Shirley Elaine Strong (Cuddington, Cheshire,  18 de novembro de 1958) é uma antiga atleta britânica, especialista em 100 metros com barreiras. Nesta modalidade, ganhou a medalha de prata nos Jogos Olímpicos de 1984, em Los Angeles.
Antes, já havia competido nos Jogos de Moscovo 1980, mas apenas conseguira atingir as semi-finais. Em 1982 foi campeã da Commonwealth.
Obteve seis títulos de campeã britânica entre 1979 e 1984. Retirou-se das competições em 1987, depois de cumprir a temporada de pista coberta.